# Borrala longipalpis
Espèce
Borrala longipalpis est une espèce d'araignées aranéomorphes de la famille des Stiphidiidae.

## Distribution
Cette espèce est endémique de Nouvelle-Galles du Sud en Australie. Elle se rencontre dans le Nord-Est de l'État sur le Point Lookout prés d'Armidale.

## Description
Le mâle holotype mesure 5,02 mm et la femelle paratype 6,04 mm.

## Publication originale
- Gray & Smith, 2004 : The "striped" group of stiphidiid spiders: two new genera from northeastern New South Wales, Australia (Araneae: Stiphidiidae: Amaurobioidea). Records of the Australian Museum, vol. 56, p. 123-138 (texte intégral).